# Albertonyk
Albertonyk (Albertonykus borealis) – rodzaj dinozaura z rodziny Alvarezsauridae, żyjącego około 70 milionów lat temu, w geologicznym okresie kredy. Dinozaur ten zamieszkiwał na terenie obecnej Ameryki Północnej. Jego skamieniałości znaleziono w Kanadzie (w prowincji Alberta). Był zwierzęciem dwunożnym, wielkości kury. Zdaniem paleontologów  żywił się termitami, wygrzebywanymi z pni drzew.
Jego nazwa znaczy "pazur (szpon) z prowincji Alberta".